# Decs, Tolna
Decs  este un sat în districtul Szekszárd, județul Tolna, Ungaria, având o populație de 4.047 de locuitori (2011). 

## Demografie
Componența etnică a satului Decs
     Maghiari (90,48%)
     Romi (7,79%)
     Necunoscut (0,37%)
     Alții (1,36%)
Componența confesională a satului Decs
     Romano-catolici (40,1%)
     Fără religie (22,93%)
     Reformați (10,75%)
     Necunoscută (24,78%)
     Alte religii (2,82%)
Conform recensământului din 2011, satul Decs avea 4.047 de locuitori. Din punct de vedere etnic, majoritatea locuitorilor (90,48%) erau maghiari, cu o minoritate de romi (7,79%). Apartenența etnică nu este cunoscută în cazul a 0,37% din locuitori. Nu există o religie majoritară, locuitorii fiind romano-catolici (40,1%), persoane fără religie (22,93%) și reformați (10,75%). Pentru 24,78% din locuitori nu este cunoscută apartenența confesională.